# Chiesa cattolica in Messico
La Chiesa cattolica in Messico è parte della Chiesa cattolica universale, sotto la guida spirituale del Papa e della Santa Sede.
Secondo il censimento del 2000 contava 101.456.786 battezzati con più di 5 anni, pari a circa il 92% dell'intera popolazione.

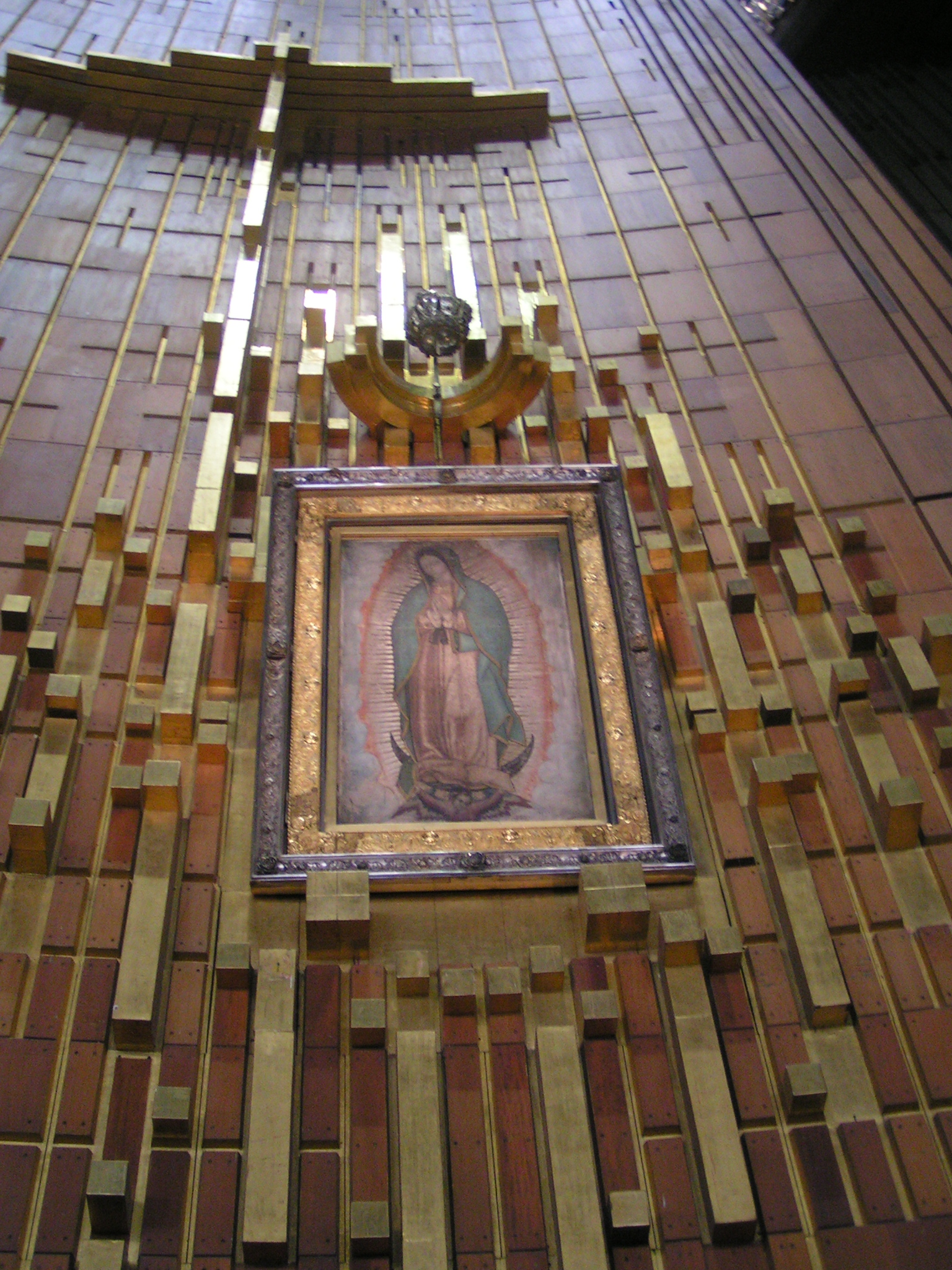
Il mantello di San Juan Diego su cui è apparsa l'immagine della Madonna di Guadalupe è la principale meta di pellegrinaggi delle Americhe

## Storia

### Evangelizzazione
L'evangelizzazione del Messico è avvenuta ad opera dei missionari che accompagnavano i conquistadores e gli esploratori spagnoli. Le prime missioni dipendevano dall'arcidiocesi di Siviglia, di cui la prima diocesi messicana, la diocesi Carolensis eretta da papa Leone X nel 1519, era suffraganea.
Il primo vescovo di Città del Messico, il francescano Juan de Zumárraga, impiantò in Messico la prima tipografia delle Americhe e si spese per l'istituzione della prima università del continente, la Reale e Pontificia Università del Messico, che sarà inaugurata il 21 settembre 1551.
La prima arcidiocesi metropolitana messicana fu l'arcidiocesi di Città del Messico, a partire dal 12 febbraio 1546. Rimase l'unica arcidiocesi fino al 1863.
L'evangelizzazione degli indios si protrasse per tutto il XVIII secolo e anche oltre. Nella parte settentrionale del paese i gesuiti, fondarono le famose missioni di Río Yaqui, Río Mayo e di Pimeria. Si distinse fra loro il sacerdote italiano Eusebio Francesco Chini, chiamato padre Kino. Nel 1767 i gesuiti furono espulsi e dovettero abbandonare le ben avviate missioni che si estendevano su un vastissimo territorio.

### La Rivoluzione messicana

#### Prime schermaglie
All'inizio degli anni dieci del XX secolo, i Costituzionalisti di Venustiano Carranza denunciarono l'ingerenza clericale nella politica messicana. Protestavano di non perseguitare il Cattolicesimo ma di voler ridurre l'influenza politica della Chiesa. Tuttavia, la campagna dei Costituzionalisti non sfociò immediatamente in un nessun'azione formale.

#### Costituzionalisti in azione (1914)
Successivamente Álvaro Obregón e i Costituzionalisti intrapresero delle misure volte a ridurre la profonda influenza politica della Chiesa cattolica. Il 19 maggio 1914, le forze di Obregón condannarono il vescovo Andrés Segura e altri uomini di Chiesa a 8 anni di carcere per la loro presunta partecipazione ad una ribellione. Durante il periodo in cui Obregón ebbe il controllo di Città del Messico (febbraio 1915), impose alla Chiesa il pagamento di 500.000 pesos per alleviare le sofferenze dei poveri.
Venustiano Carranza assunse la presidenza il 1º maggio 1915. Carranza e i suoi seguaci ritenevano che il clero sobillasse il popolo contro di lui attraverso la propaganda. Divennero sempre più frequenti le violenze, tollerate dalle autorità, nei confronti dei cattolici: nel 1915 vennero assassinati ben 160 sacerdoti. Subito dopo che Carranza ebbe il totale controllo del Messico, emanò una nuova Costituzione con l'intento di ridurre il potere politico della Chiesa.

#### La Costituzione del 1917
Nella Costituzione Messicana furono introdotti articoli anticlericali:
- L'articolo 3 rese obbligatoria l'istruzione laica nelle scuole messicane.
- L'articolo 5 mise fuori legge i voti religiosi e gli ordini religiosi.
- L'articolo 24 proibì il culto fuori dagli edifici ecclesiastici.
- Con l'articolo 27 alle istituzioni religiose fu negato il diritto di acquisire, detenere o amministrare beni immobili e tutti i beni ecclesiastici, compresi quelli di scuole e ospedali, furono dichiarati proprietà nazionale.
- Con l'articolo 130 il clero fu privato del diritto di voto e del diritto di commentare questioni politiche.

Il governo messicano fu estremamente pervicace nel suo intento di eliminare l'esistenza legale della Chiesa cattolica in Messico. La costituzione ebbe il risultato di acuire il conflitto fra Chiesa e stato.

#### Sviluppi
Per otto anni questi provvedimenti non furono rigorosamente messi in atto dal governo messicano. Intanto le violenze continuavano. Nel 1921 un attentatore tentò di distruggere il più importante simbolo del cristianesimo messicano: il mantello con l'immagine della Madonna di Guadalupe, conservato nell'omonimo santuario. La bomba, nascosta in un mazzo di fiori deposto vicino all'altare, produsse gravi danni alla basilica, ma il mantello rimase intatto.
Questa politica ebbe termine nel giugno del 1926, quando il Presidente del Messico Plutarco Elías Calles (che affermava che "la Chiesa è la sola causa di tutte le sventure del Messico"), emanò un decreto noto come “Legge Calles”, con cui metteva in atto l'articolo 130 della Costituzione. La Chiesa era urtata dalla rapidità della decisione di Calles e in particolare dall'articolo 19, che prevedeva la registrazione obbligatoria del clero, perché permetteva al governo di immischiarsi negli affari religiosi.
La Chiesa cattolica prese quindi posizione contro il governo. I cattolici messicani, di concerto con il Vaticano, risposero inizialmente con iniziative di protesta non violente, tra le quali il boicottaggio di tutti i prodotti di fabbricazione statale (ad esempio il consumo di tabacchi crollò del 74%) e la presentazione di una petizione che raccolse 2 milioni di firme (su 15 milioni di abitanti). Il governo non diede alcuna risposta e la Chiesa decise infine un estremo gesto simbolico: la sospensione totale del culto pubblico. A partire dal 1º agosto 1926, in tutto il Messico non si sarebbe più celebrata la Messa né i sacramenti, se non clandestinamente.

#### La rivolta dei Cristeros
Lo scontento degenerò in aperte violenze quando oltre 5.000 Cristeros diedero inizio a una ribellione armata. Il governo messicano e i cattolici ingaggiarono un sanguinoso conflitto che durerà per tre anni.

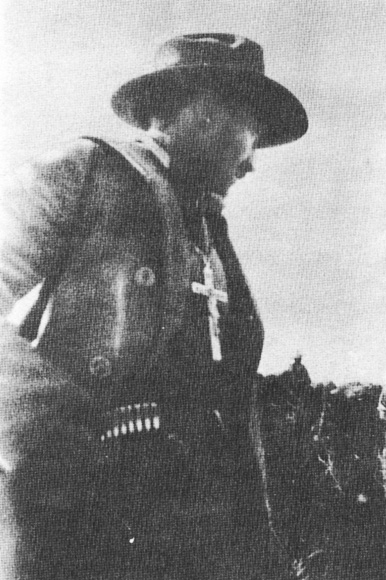
Enrique Gorostieta Velarde

Nel 1927 si formò un vero e proprio esercito ribelle, forte di 20.000 uomini, che in seguito aumentarono fino a 50.000, al comando del generale Enrique Gorostieta Velarde. Le bandiere degli insorti recavano il motto ¡Viva Cristo Rey! e l'effigie della Madonna di Guadalupe; quotidianamente si recitava il Rosario. All'esercito si affiancavano le "brigate Santa Giovanna d'Arco", formazioni paramilitari femminili che giunsero a contare 25.000 membri, tra cui anche giovani di soli 14 anni. Tra il 1927 e il 1929 tutti i tentativi di schiacciare la ribellione fallirono; gli insorti anzi presero il controllo di vaste zone nel sud del paese.

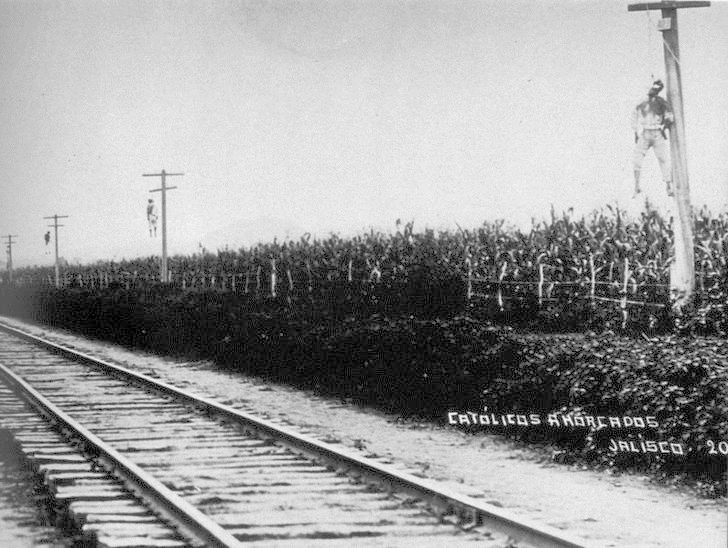
Cristeros impiccati nello stato di Jalisco

La Chiesa messicana e il Vaticano, tuttavia, non diedero mai il loro aperto sostegno alla ribellione (il che non impedì al governo di giustiziare anche numerosi sacerdoti che non ne facevano parte), e agirono per giungere ad una soluzione pacifica. Il 21 giugno 1929 furono così firmati gli Arreglos ("accordi"), che prevedevano l'immediato cessate il fuoco e il disarmo degli insorti. I termini dell'accordo, mediati (o piuttosto imposti) dall'ambasciatore degli Stati Uniti, erano però estremamente sfavorevoli alla Chiesa: in pratica tutte le leggi anticattoliche rimanevano in vigore.

### Le encicliche di Pio XI
I rapporti tra stato e Chiesa restarono tesi. Dopo aver denunciato la grave situazione messicana con l'enciclica Iniquis Afflictisque del 18 novembre 1926 con veemenza tale da definire i provvedimenti governativi frutto "di superbia e di demenza" papa Pio XI tornò sulla questione il 29 settembre 1932 con l'enciclica Acerba Animi di tenore non diverso dalla precedente. Negli ultimi anni del pontificato di Pio XI i rapporti diplomatici con il Messico ebbero un leggero miglioramento, per le promesse del governo, che però furono del tutto disattese: gli stati messicani fecero a gara per limitare il numero dei sacerdoti autorizzati (l'importante stato di Veracruz impose addirittura un solo sacerdote ogni centomila abitanti) aggiungendo come clausole una specifica età per i sacerdoti e addirittura l'obbligo di contrarre matrimonio civile e altri vescovi furono espulsi dal paese. Molti sacerdoti si rifugiarono all'estero. Alcuni, rimasti in patria, celebravano clandestinamente e furono per questo imprigionati e non di rado assaliti durante la celebrazione: alle violenze si accompagnava la profanazione. Trattamento forse peggiore subirono le religiose, condannate a patire ogni tormento in carcere.
Il 28 marzo 1937 Pio XI scrisse la terza enciclica Firmissimam Constantiam sulla situazione della Chiesa messicana. Le esortazioni alla resistenza dei fedeli, già contenute nelle precedenti encicliche, si concentravano ora sulla vita religiosa domestica e famigliare, visto che pubblicamente l'istruzione cattolica era proscritta e la pastorale tradizionale non poteva essere garantita per l'assenza forzata dei sacerdoti. L'avvio di trattative con il governo messicano, che la Santa Sede aveva favorito con la revoca dell'interdetto, fu bruscamente interrotto dal governo messicano, deciso a mantenere una politica fanaticamente anticlericale. L'enciclica giunge lucidamente a paragonare le persecuzioni messicane con la tragica situazione della Russia staliniana.
In tutt'e tre le encicliche Pio XI elogia ampiamente i vescovi, i sacerdoti e i fedeli messicani, che si mantennero in larga parte fedeli alla Chiesa e seppero dare coraggiosa testimonianza durante le persecuzioni. Da notare anche l'assenza di ogni riferimento alla rivolta dei Cristeros, una sollevazione spontanea che sfuggiva ad ogni controllo ecclesiastico.

### La seconda metà del XX secolo
La strenua lotta contro la criminalità e il narcotraffico ha caratterizzato l'impegno della Chiesa nella seconda metà del XX secolo.
Il 24 maggio 1993 nel parcheggio del Guadalajara International Airport fu assassinato l'arcivescovo di Guadalajara cardinale Juan Jesús Posadas Ocampo: la sua automobile fu crivellata con 14 colpi di pistola. Si scoprì in seguito che i mandanti dell'omicidio erano Juan Francisco Murillo Díaz detto "El Güero Jaibo" e Édgar Nicolás Villegas detto "El Negro", membri di spicco del Cartello di Tijuana. Posadas Ocampo è stato inserito da papa Giovanni Paolo II nella lunga lista dei martiri del XX secolo.

### Il secolo XXI

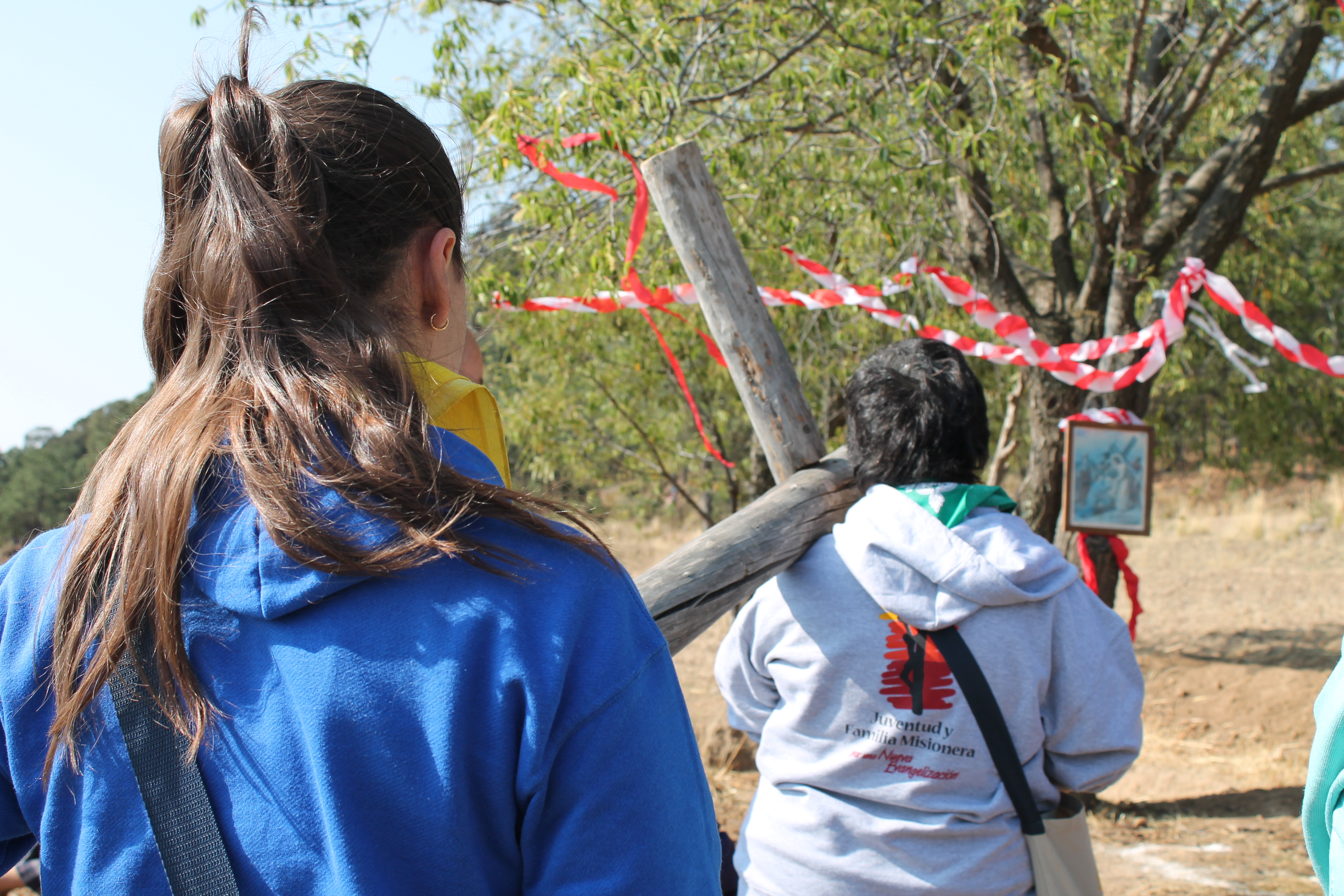
Una Via Crucis all'aperto, nella diocesi di Tlaxcala.

Nel nuovo millennio, la Chiesa affronta il problema della diffusione delle sette, delle difficoltà economiche degli emarginati e degli operai, la presenza multietnica e l'emigrazione interna.

La Chiesa è sempre nel mirino delle organizzazioni dei narcotrafficanti. Dal 1993 al 2009 vengono uccisi quindici presbiteri, tra i quali il cardinal Ocampo. Uno dei crimini più recenti si è verificato il 13 giugno 2009 nella regione di Guerrero: un sacerdote e due seminaristi sono stati assassinati.

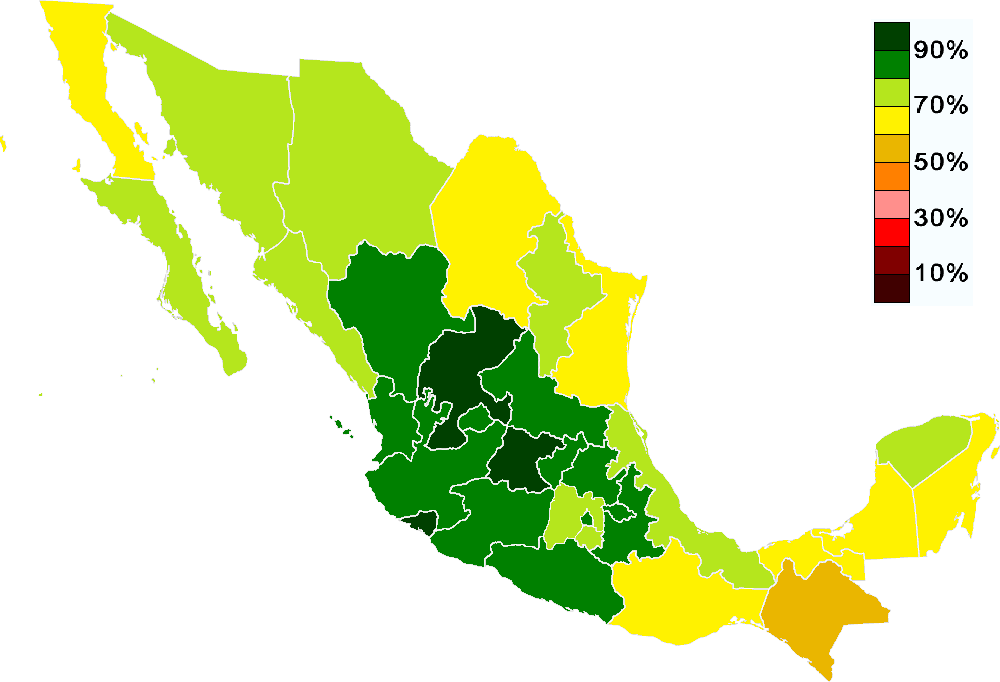
Mappa degli stati del Messico per percentuale di cattolici.

## Organizzazione ecclesiastica

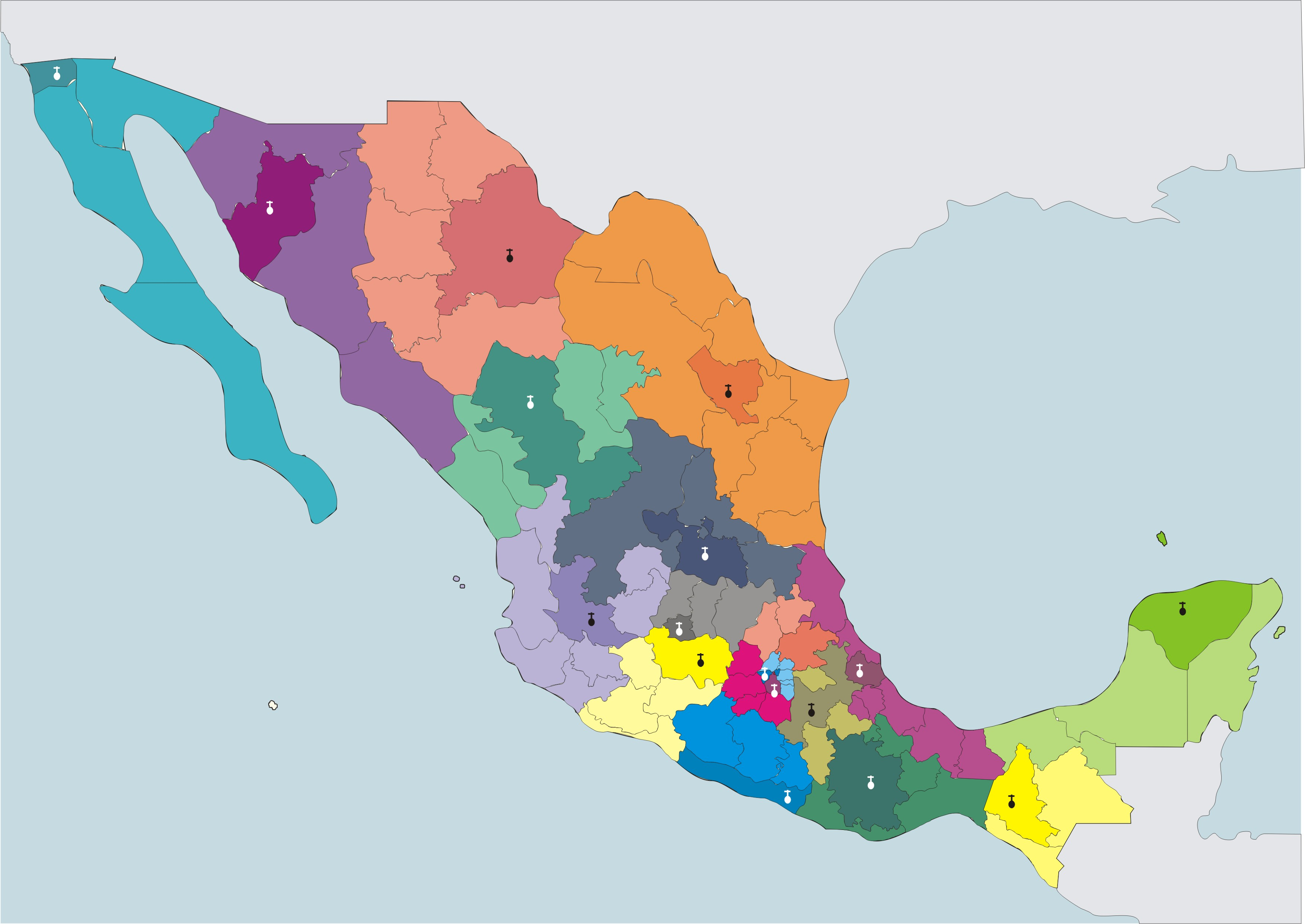
Mappa delle diocesi e delle province ecclesiastiche del Messico (aggiornata al 2017).

Nell'ambito del rito romano, il territorio messicano è suddiviso in 19 arcidiocesi metropolitane e 78 diocesi, con 16.234 preti e 33.900 uomini e donne appartenenti a istituti di vita consacrata.
Vi sono poi due eparchie rispettivamente per i cattolici della Chiesa maronita e della Chiesa cattolica greco-melchita. I cattolici di rito armeno dipendono dall'esarcato apostolico dell'America Latina e Messico con sede in Argentina.

### Chiesa latina
- Arcidiocesi di Acapulco e le sue diocesi suffraganee di Chilpancingo-Chilapa, Ciudad Altamirano e Tlapa
- Arcidiocesi di Antequera e le sue diocesi suffraganee di Puerto Escondido, Tehuantepec, Tuxtepec, Huautla e Mixes
- Arcidiocesi di Chihuahua e le sue diocesi suffraganee di Ciudad Juárez, Cuauhtémoc-Madera, Nuevo Casas Grandes, Parral e Tarahumara
- Arcidiocesi di Città del Messico e le sue diocesi suffraganee di Azcapotzalco, Iztapalapa e Xochimilco
- Arcidiocesi di Durango e le sue diocesi suffraganee di Gómez Palacio, Mazatlán, Torreón e El Salto
- Arcidiocesi di Guadalajara e le sue diocesi suffraganee di Aguascalientes, Autlán, Ciudad Guzmán, Colima, San Juan de los Lagos, Tepic e Jesús María
- Arcidiocesi di Hermosillo e le sue diocesi suffraganee di Ciudad Obregón, Culiacán e Nogales
- Arcidiocesi di Jalapa e le sue diocesi suffraganee di Coatzacoalcos, Córdoba, Orizaba, Papantla, San Andrés Tuxtla, Tuxpan e Veracruz
- Arcidiocesi di León e le sue diocesi suffraganee di Celaya, Irapuato e Querétaro
- Arcidiocesi di Monterrey e le sue diocesi suffraganee di Ciudad Victoria, Linares, Matamoros-Reynosa, Nuevo Laredo, Piedras Negras, Saltillo e Tampico
- Arcidiocesi di Morelia e le sue diocesi suffraganee di Apatzingán, Ciudad Lázaro Cárdenas, Tacámbaro e Zamora
- Arcidiocesi di Puebla de los Ángeles e le sue diocesi suffraganee di Huajuapan de León, Tehuacán e Tlaxcala
- Arcidiocesi di San Luis Potosí e le sue diocesi suffraganee di Ciudad Valles, Matehuala e Zacatecas
- Arcidiocesi di Tijuana e le sue diocesi suffraganee di La Paz nella Bassa California, Mexicali e Ensenada
- Arcidiocesi di Tlalnepantla e le sue diocesi suffraganee di Cuautitlán, Ecatepec, Izcalli, Netzahualcóyotl, Teotihuacan, Texcoco e Valle de Chalco
- Arcidiocesi di Toluca e le sue diocesi suffraganee di Atlacomulco, Cuernavaca e Tenancingo
- Arcidiocesi di Tulancingo e le sue diocesi suffraganee di Huejutla e Tula
- Arcidiocesi di Tuxtla Gutiérrez e le sue diocesi suffraganee di San Cristóbal de Las Casas e Tapachula
- Arcidiocesi di Yucatán e le sue diocesi suffraganee di Campeche, Tabasco e Cancún-Chetumal

### Chiesa maronita
- Eparchia di Nostra Signora dei Martiri Libanesi di Città del Messico

### Chiesa greco-melchita
- Eparchia di Nostra Signora del Paradiso di Città del Messico

### Chiesa armena
- Esarcato apostolico di America Latina e Messico (con sede a Buenos Aires in Argentina)

### Circoscrizioni ecclesiastiche rette da cardinali
Attualmente in Messico ci sono 2 circoscrizioni ecclesiastiche rette da cardinali:
- l'arcidiocesi di Città del Messico, retta dal cardinale Carlos Aguiar Retes
- l'arcidiocesi di Guadalajara, retta dal cardinale Francisco Robles Ortega

## Statistiche
La Chiesa cattolica in Messico al termine dell'anno 2014 su una popolazione di 119.713.000 abitanti contava 110.007.000 battezzati, corrispondenti al 91,9% del totale.
| anno | popolazione | popolazione | popolazione | presbiteri | presbiteri | presbiteri | presbiteri                | diaconi | religiosi | religiosi | parrocchie |
| anno | battezzati  | totale      | %           | numero     | secolari   | regolari   | battezzati per presbitero | diaconi | uomini    | donne     | parrocchie |
| ---- | ----------- | ----------- | ----------- | ---------- | ---------- | ---------- | ------------------------- | ------- | --------- | --------- | ---------- |
| 2010 | 99.635.000  | 108.426.000 | 91,8        | 16.234     | 12.328     | 3.906      | 6.137                     | 827     | 5.641     | 28.288    | 6.744      |
| 2014 | 110.007.000 | 119.713.000 | 91,9        | 16.896     | 12.931     | 3.965      | 6.511                     | 908     | 5.671     | 27.031    | 7.165      |

## Nunziatura apostolica
La delegazione apostolica del Messico è stata istituita verso la metà dell'Ottocento.
La nunziatura apostolica del Messico è stata istituita il 21 settembre 1992 con il breve Qui pro Nostro di papa Giovanni Paolo II.

### Delegati apostolici
- Luigi Clementi † (26 agosto 1851 - 1861 dimesso)
- Pier Francesco Meglia † (1º ottobre 1864 - 26 ottobre 1866 nominato nunzio apostolico in Baviera)

...
- Domenico Serafini † (6 gennaio 1904 - 17 gennaio 1905 dimesso)
- Giuseppe Ridolfi (27 aprile 1905 - 10 agosto 1912 nominato arcivescovo di Otranto)[3]
- Tommaso Pio Boggiani † (10 gennaio 1912 - 7 marzo 1914 nominato amministratore apostolico di Genova)

...
- Pietro Benedetti † (10 marzo 1921 - 22 luglio 1921 nominato delegato apostolico di Cuba e Porto Rico)
- Ernesto Eugenio Filippi † (22 luglio 1921 - 31 marzo 1923 nominato delegato apostolico di Costantinopoli)
- Serafino Cimino † (18 dicembre 1924 - maggio 1925 dimesso)
- George Joseph (Jorge José) Caruana † (22 dicembre 1925 - 25 marzo 1951 deceduto)
- Guglielmo Piani, S.D.B. † (13 aprile 1951 - 27 settembre 1956 deceduto)
- Luigi Raimondi † (15 dicembre 1956 - 30 giugno 1967 nominato delegato apostolico negli Stati Uniti d'America)
- Guido Del Mestri † (9 settembre 1967 - 20 giugno 1970 nominato pro-nunzio apostolico in Canada)
- Carlo Martini † (6 luglio 1970 - 2 giugno 1973 nominato arcivescovo dell'Aquila)
- Mario Pio Gaspari † (6 giugno 1973 - 16 novembre 1977 nominato pro-nunzio apostolico in Giappone)
- Sotero Sanz Villalba † (24 novembre 1977 - 17 gennaio 1978 deceduto)
- Girolamo Prigione † (7 febbraio 1978 - 12 ottobre 1992 nominato nunzio apostolico)

### Nunzi apostolici
- Girolamo Prigione † (12 ottobre 1992 - 2 aprile 1997 dimesso)
- Justo Mullor García † (2 aprile 1997 - 11 febbraio 2000 nominato presidente della Pontificia accademia ecclesiastica)
- Leonardo Sandri (1º marzo 2000 - 16 settembre 2000 nominato sostituto per gli affari generali della Segreteria di Stato)
- Giuseppe Bertello (27 dicembre 2000 - 11 gennaio 2007 nominato nunzio apostolico in Italia)
- Christophe Pierre (22 marzo 2007 - 12 aprile 2016 nominato nunzio apostolico negli Stati Uniti d'America)
- Franco Coppola (9 luglio 2016 - 15 novembre 2021 nominato nunzio apostolico in Belgio)
- Joseph Spiteri, dal 7 luglio 2022

## Conferenza episcopale

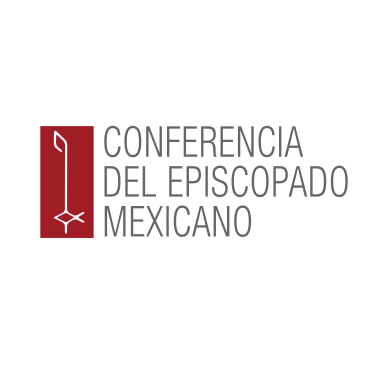
Logo della Conferenza dell'episcopato messicano.

La Conferenza è uno dei membri del Consiglio episcopale latinoamericano (CELAM).
Elenco dei presidenti della Conferenza dell'episcopato messicano:
- Arcivescovo Octaviano Márquez y Tóriz (1958 - 1960)
- Cardinale José Garibi y Rivera (1960 - 1963)
- Arcivescovo Octaviano Márquez y Tóriz (1963 - 1967)
- Arcivescovo Ernesto Corripio y Ahumada (1967 - 1973)
- Cardinale José Salazar López (1973 - 1980)
- Cardinale Ernesto Corripio y Ahumada (1980 - 1982)
- Arcivescovo Sergio Obeso Rivera (1982 - 1988)
- Arcivescovo Adolfo Antonio Suárez Rivera (1988 - 1994)
- Arcivescovo Sergio Obeso Rivera (1994 - 1997)
- Arcivescovo Luis Morales Reyes (1997 - 2003)
- Vescovo José Guadalupe Martín Rábago (novembre 2003 - 2006)
- Arcivescovo Carlos Aguiar Retes (2006 - 14 novembre 2012)
- Cardinale Francisco Robles Ortega (14 novembre 2012 - 13 novembre 2018)
- Arcivescovo Rogelio Cabrera López (13 novembre 2018 - 12 novembre 2024)
- Vescovo Ramón Castro Castro, dal 12 novembre 2024

Elenco dei vicepresidenti della Conferenza dell'episcopato messicano:
- Arcivescovo Alberto Suárez Inda (2003 - 2009)
- Arcivescovo Rogelio Cabrera López (2009 - 2012)
- Vescovo Javier Navarro Rodríguez (14 novembre 2012 - 13 novembre 2018)
- Arcivescovo Carlos Garfias Merlos (13 novembre 2018 - 10 novembre 2021)
- Arcivescovo Gustavo Rodríguez Vega (10 novembre 2021 - 12 novembre 2024)
- Arcivescovo Jaime Calderón Calderón, dal 12 novembre 2024

Elenco dei segretari generali della Conferenza dell'episcopato messicano:
- Vescovo Carlos Aguiar Retes (2004 - 2006)
- Vescovo José Leopoldo González González (2006 - 2009)
- Vescovo Víctor René Rodríguez Gómez (2009 - 2012)
- Vescovo Eugenio Andrés Lira Rugarcía (14 novembre 2012 - 13 novembre 2018)
- Vescovo Alfonso Gerardo Miranda Guardiola (13 novembre 2018 - 10 novembre 2021)
- Vescovo Ramón Castro Castro (10 novembre 2021 - 12 novembre 2024)
- Vescovo Héctor Mario Pérez Villareal, dal 12 novembre 2024

Il 12 marzo 2007 la Congregazione per il culto divino e la disciplina dei sacramenti ha confermato san Rafael Guízar Valencia patrono dei vescovi messicani.